# Canal de Grisuela
El canal de Grisuela es una obra de ingeniería civil que se inauguró en 1965. Dicho canal discurre 5,45 kilómetros íntegramente en la provincia de León, permitiendo el riego de 1.006 hectáreas con agua dulce proveniente del embalse de Barrios de Luna. El uso principal del agua es la agricultura.

## Datos técnicos[1]
- Longitud: 20,2 kilómetros

- Superficie dominada: 1.006 hectáreas

- Superficie regada: 1.006 hectáreas

- Caudal máximo en origen: 1,6 m³/s